# 乡贤街街道
乡贤街街道，是中华人民共和国山西省临汾市尧都区下辖的一个乡镇级行政单位。

## 行政区划
乡贤街街道下辖以下地区：
水门社区、贡院社区、迎春社区和乡贤社区。